# Hans Cramer
Hans Cramer (ur. 13 lipca 1896 w Minden, zm. 28 października 1968 w Hausberge) – niemiecki generał, weteran I wojny światowej, ostatni dowódca Afrika Korps.

## Odznaczenia
- Okucie Ponownego Nadania Krzyża Żelaznego II Klasy (19 września 1939)[1]
- Okucie Ponownego Nadania Krzyża Żelaznego I Klasy (3 października 1939)[1]
- Krzyż Rycerski Krzyża Żelaznego (27 czerwca 1941)[1]
- Odznaka Pancerna (4 października 1941)[1]
- Złoty Krzyż Niemiecki (5 marca 1942)[1]
- Krzyż Honorowy dla Walczących na Froncie[1]
- Odznaka za 25-letnią Służbę w Heer[1]
- Opaska na ramię Afrika[1]
- Komandor Orderu Kolonialnego Gwiazdy Włoch (7 maja 1942)[1]

## Literatura
- Neitzel, Sönke: Abgehört. Deutsche Generäle in britischer Kriegsgefangenschaft 1942-1945. Propyläen, Berlin 2005, ISBN 3-549-07261-9